# Nuova Ulma
Nuova Ulma (in tedesco: Neu-Ulm; in bavarese: Nei-Ulm) è una città tedesca nel Land della Baviera. È il capoluogo e il centro maggiore del circondario omonimo.
Possiede lo status di Grande città circondariale (Große Kreisstadt).
È separata dalla città di Ulma dal fiume Danubio, che delimita per un tratto il confine fra Baviera e Baden-Württemberg.

## Storia
La città di Nuova Ulma ha un passato assai recente, poiché non esisteva prima del 1810, dato che faceva parte integrante del territorio di Ulma, città sulla sponda sinistra del Danubio, la quale occupava le due rive del fiume, ed era tutta sotto il controllo del Regno di Baviera dal 1802, dopo la perdita della sua indipendenza secolare quale "libera città imperiale", del cui status autonomo aveva goduto fin a quel momento.
Sotto la dominazione napoleonica, nel nuovo ordine dell'Europa voluto dall'imperatore francese, il Regno di Baviera e il Regno di Württemberg stabiliscono la frontiera tra i loro due territori nel centro del corso del Danubio, separando di fatto in due parti la città di Ulma, la zona settentrionale (sponda sinistra) passa sotto il Regno di Württemberg, e la zona a sud o sponda destra del fiume, rimarrà sotto il dominio della Baviera, con la conseguenza che sarà chiamata Nuova Ulma, per distinguerla dall'altra.
Al 1814 risale infatti la prima denominazione scritta di Nuova Ulma/Neu-Ulm.
Breve cronistoria della città di Nuova Ulma: 
- 1810: La frontiera tra il Regno di Baviera e il Regno di Württemberg è stabilita nel mezzo del Danubio.
- 1814: Prima traccia scritta dell'appellativo di «Neu-Ulm».
- 1844–1857: Costruzione della Bundesfestung ("Fortezza federale") di Ulma, di cui una parte si trova sul territorio di Nuova Ulma.
- 1853: Prima linea ferroviaria (verso Augusta).
- 1857: Creazione dello stemma (che non aveva ancora lo statuto ufficiale di città).
- 1865: Elevazione al rango di città da parte del re Luigi II di Baviera.
- A partire dal 1906: Le fortificazioni sono rase al suolo, la città si espande e le prime industrie vi s'installano.
- 1944/45: La città è fortemente danneggiata dalle incursioni aeree: l'80% degli immobili sono distrutti, così come tutti i ponti sul Danubio.
- 1951–1991: Neu-Ulm è una guarnigione dell'esercito americano (US Army) in Germania.
- anni 1970: La città s'ingrandisce incorporando nove villaggi dei dintorni.
- anni 1990: Il numero di abitanti supera la soglia dei 50.000

## Amministrazione

### Gemellaggi
- New Ulm, dal 1954
- Bois-Colombes, dal 1966
- Meiningen, dal 1988
- Trissino, dal 1990